# Frederic Lamond

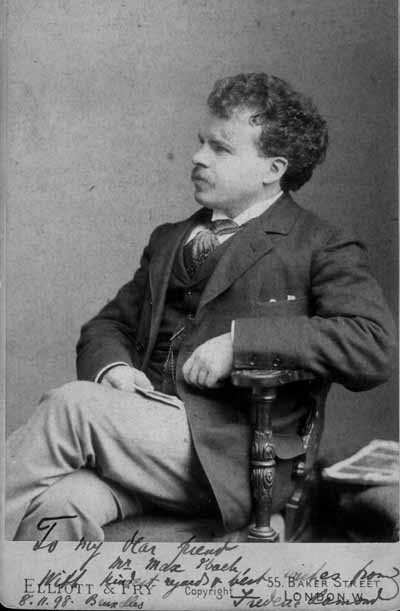
Frederic Lamond.

Frederic Lamond, född 28 januari 1868, död 21 februari 1948, var en skotsk pianist och tonsättare. 
Lamond var lärjunge till bland andra Hans von Bülow den yngre och Franz Liszt. Under sin verksamhet som konserterande pianist gjorde sig Lamond känd som en framstående Beethoventolkare. Han komponerade bland annat uvertyren Aus dem schottischen Hochlande, en symfoni med mera. 